# باشگاه فوتبال آگسبورگ
باشگاه فوتبال آگسبورگ (به آلمانی: FC Augsburg) یک باشگاه فوتبال در شهر آگسبورگ، آلمان است.
این باشگاه در ۸ اوت ۱۹۰۷ تأسیس شده‌است.